# Aaron Schunk
Aaron Livingston Schunk (Atlanta, Georgia, 24 de julio de 1997), más conocido como Aaron Schunk, es un jugador profesional estadounidense de béisbol que se desempeña en la posición de segunda base en Colorado Rockies, equipo de las Grandes Ligas de Béisbol (MLB).

## Carrera
En 2024, Schunk hizo su debut en la MLB con el equipo Colorado Rockies, donde lleva jugando una temporada.